# Allerey-sur-Saône
Allerey-sur-Saône és un municipi francès, situat al departament de Saona i Loira i a la regió de Borgonya - Franc Comtat. L'any 2007 tenia 752 habitants.

## Demografia

### Població
El 2007 la població de fet d'Allerey-sur-Saône era de 752 persones. Hi havia 285 famílies, de les quals 57 eren unipersonals (20 homes vivint sols i 37 dones vivint soles), 110 parelles sense fills, 102 parelles amb fills i 16 famílies monoparentals amb fills.
La població ha evolucionat segons el següent gràfic:
Habitants censats

### Habitatges

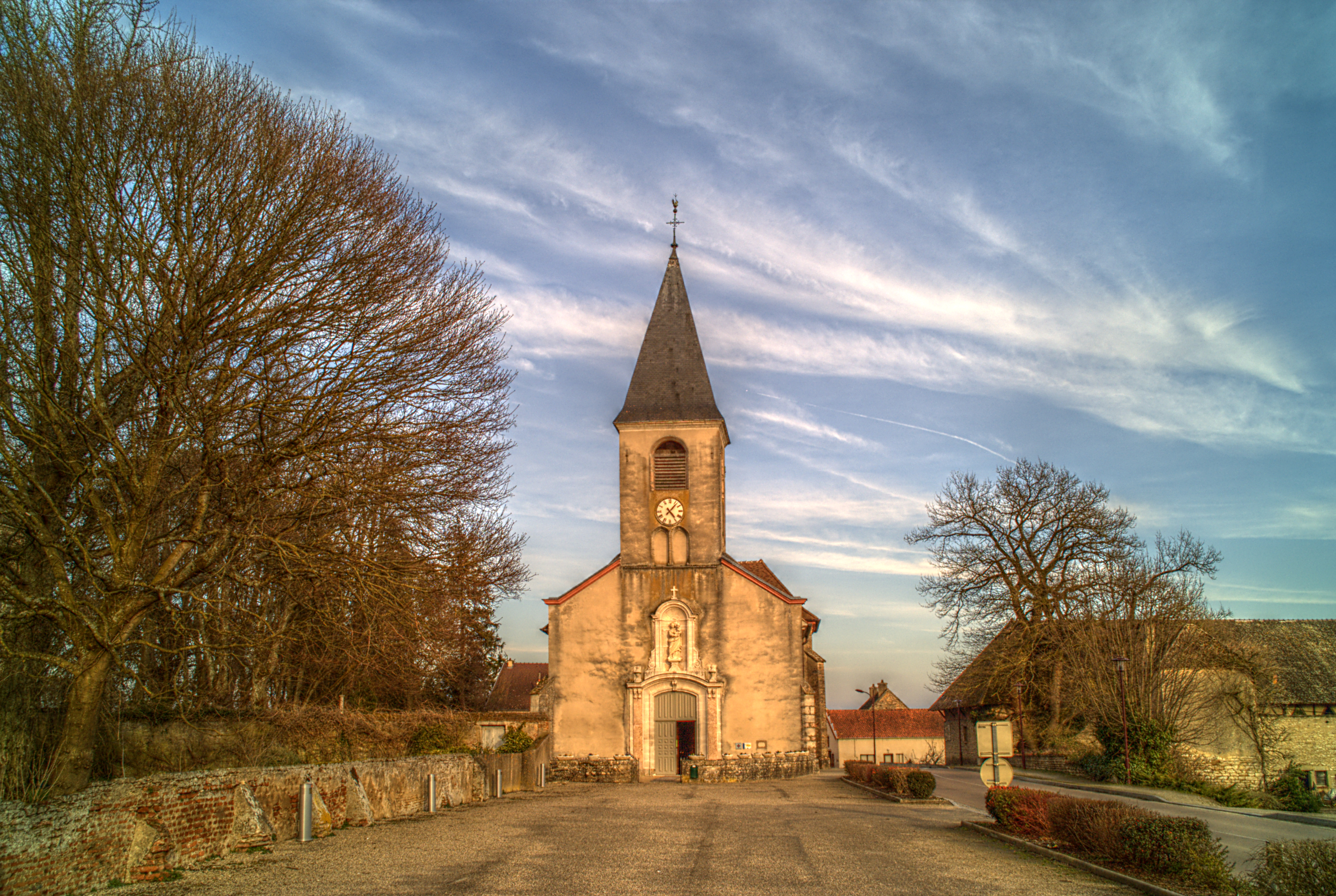
Església de la Nativitat de la Verge

El 2007 hi havia 358 habitatges, 292 eren l'habitatge principal de la família, 50 eren segones residències i 17 estaven desocupats. 343 eren cases i 13 eren apartaments. Dels 292 habitatges principals, 253 estaven ocupats pels seus propietaris, 26 estaven llogats i ocupats pels llogaters i 12 estaven cedits a títol gratuït; 1 tenia una cambra, 12 en tenien dues, 46 en tenien tres, 79 en tenien quatre i 153 en tenien cinc o més. 208 habitatges disposaven pel capbaix d'una plaça de pàrquing. A 99 habitatges hi havia un automòbil i a 164 n'hi havia dos o més.

### Piràmide de població
La piràmide de població per edats i sexe el 2009 era:
| Homes | Edats   | Dones |
| ----- | ------- | ----- |
| 0     | 95 o +  | 4     |
| 4     | 90 a 94 | 0     |
| 0     | 85 a 89 | 8     |
| 4     | 80 a 84 | 8     |
| 16    | 75 a 79 | 24    |
| 28    | 70 a 74 | 8     |
| 16    | 65 a 69 | 20    |
| 16    | 60 a 64 | 20    |
| 0     | 55 a 59 | 8     |
| 16    | 50 a 54 | 16    |
| 32    | 45 a 49 | 28    |
| 28    | 40 a 44 | 20    |
| 16    | 35 a 39 | 16    |
| 20    | 30 a 34 | 28    |
| 12    | 25 a 29 | 20    |
| 24    | 20 a 24 | 8     |
| 36    | 15 a 19 | 16    |
| 8     | 10 a 14 | 24    |
| 4     | 5 a 9   | 36    |
| 16    | 0 a 4   | 24    |

## Economia
El 2007 la població en edat de treballar era de 473 persones, 338 eren actives i 135 eren inactives. De les 338 persones actives 323 estaven ocupades (187 homes i 136 dones) i 15 estaven aturades (6 homes i 9 dones). De les 135 persones inactives 47 estaven jubilades, 48 estaven estudiant i 40 estaven classificades com a «altres inactius».

### Ingressos
El 2009 a Allerey-sur-Saône hi havia 311 unitats fiscals que integraven 781,5 persones, la mediana anual d'ingressos fiscals per persona era de 18.224 €.

### Activitats econòmiques
Dels 25 establiments que hi havia el 2007, 1 era d'una empresa alimentària, 3 d'empreses de fabricació d'altres productes industrials, 5 d'empreses de construcció, 7 d'empreses de comerç i reparació d'automòbils, 3 d'empreses de transport, 2 d'empreses d'hostatgeria i restauració, 2 d'empreses de serveis i 2 d'empreses classificades com a «altres activitats de serveis».
Dels 8 establiments de servei als particulars que hi havia el 2009, 1 era un taller de reparació d'automòbils i de material agrícola, 1 paleta, 2 fusteries, 1 lampisteria, 1 electricista i 2 restaurants.
L'únic establiment comercial que hi havia el 2009 era una fleca.
L'any 2000 a Allerey-sur-Saône hi havia 19 explotacions agrícoles que ocupaven un total de 1.529 hectàrees.

## Equipaments sanitaris i escolars
El 2009 hi havia 1 escola maternal i 1 escola elemental.

## Poblacions més properes
El següent diagrama mostra les poblacions més properes.